# Известия Академии наук СССР. Серия геологическая
Известия Академии наук. Серия геологическая (1936—1991) — журнал по геологическим наукам в серии советских научных журналов, издаваемых в АН СССР c 1936 года.

## История
Статьи по геологическим темам публиковались в общих журналах:
- с 1894 — Извҍстiя Императорской Академiи Наукъ[1]
- с 1907 — Извѣстія Императорской Академіи Наукъ
- с 1917 — Извѣстія Академіи Наукъ
- с 1918 — Известия Российской академии наук
- с 1926 — Известия Академии наук СССР.

В 1936 году журнал Известия Академии наук СССР был реорганизован, геологические статьи начали издаваться в отдельном журнале «Известия Академии наук СССР. Серия геологическая» с новой нумерацией томов.
Журналы печатались издательством АН СССР, а после 1964 года — издательством «Наука».
Журнал переводился на английский язык и издавался в США Геологическим институтом Америки с задержкой более года.
После 1992 года журнал не издавался.
С 2009 года в электронном виде в ОНЗ РАН выходит «Вестник Отделения наук о Земле РАН».

## Руководство
Главные редакторы (по году назначения):
- [уточнить]Обручев, Владимир Афанасьевич
- 1951 — Белянкин, Дмитрий Степанович[2]
- 1953 —